# Bouquetin des Pyrénées
Capra pyrenaica pyrenaica
Pour les autres espèces de bouquetins, voir Bouquetin.
 (avril 2025).
Si vous disposez d'ouvrages ou d'articles de référence ou si vous connaissez des sites web de qualité traitant du thème abordé ici, merci de compléter l'article en donnant les références utiles à sa vérifiabilité et en les liant à la section « Notes et références ».
Sous-espèce
Répartition géographique
Statut de conservation UICN

EX : Éteint
Le Bouquetin des Pyrénées (Capra pyrenaica pyrenaica) est l'une des quatre sous-espèces du Bouquetin ibérique (Capra pyrenaica).
Cette sous-espèce s'est éteinte officiellement en 2000.

## Description

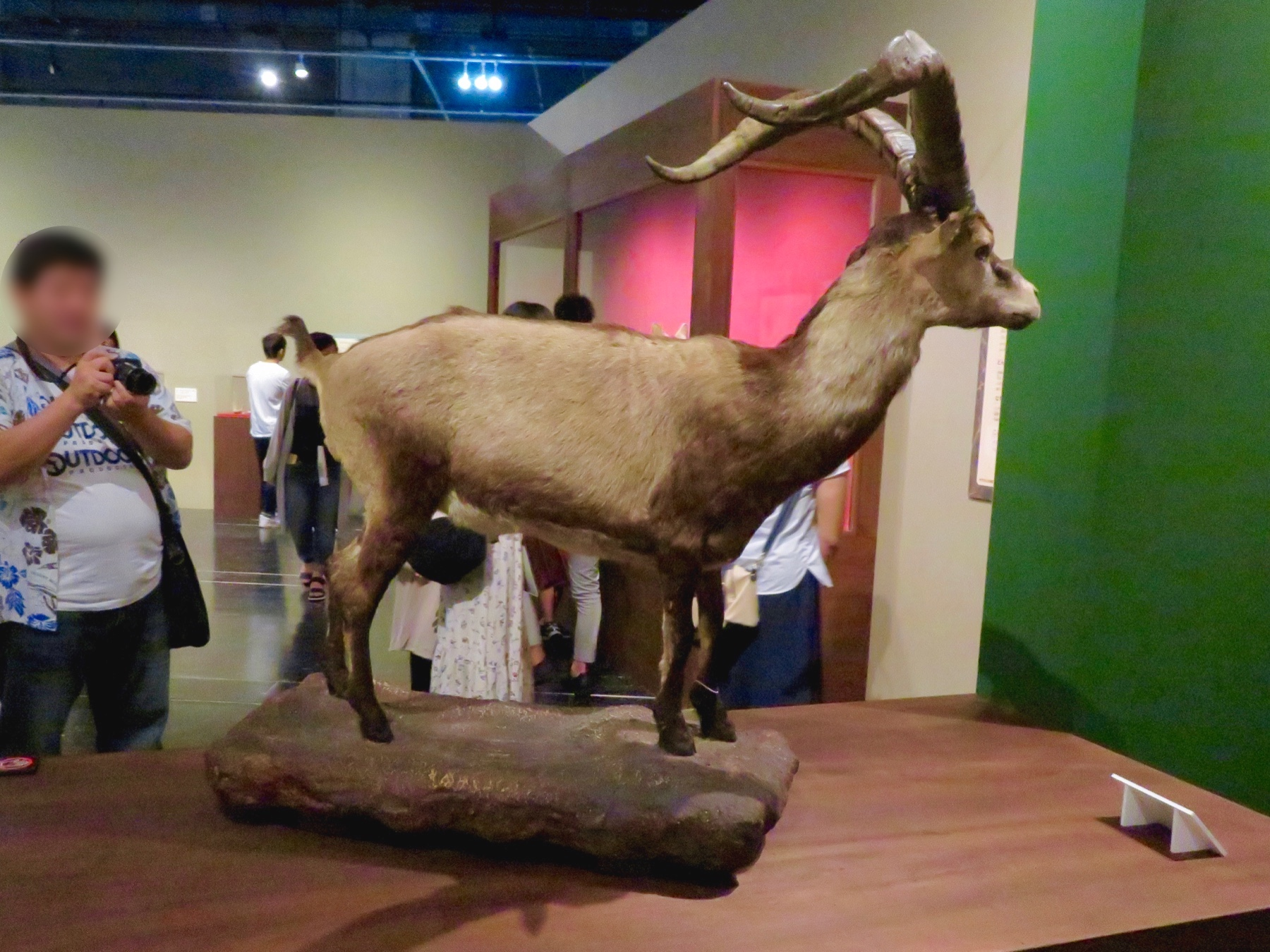
Bouquetin des Pyrénées naturalisé.

Cette sous-espèce avait la particularité d'avoir les cornes plus longues que tous les autres bouquetins d'Espagne et des marques sombres sur le pelage. Elle vivait dans les Pyrénées françaises et espagnoles.

## Histoire

### Disparition
Le bouquetin des Pyrénées a disparu du versant français de la chaîne dès le début du XXe siècle, victime de la chasse intensive et sportive. Il était en effet une des proies privilégiées des chasseurs de trophées. Le dernier individu a été tué près du lac de Gaube, près de Cauterets, en 1910. 
En 1918, le parc national d'Ordesa et du Mont-Perdu est créé côté espagnol. Il sert de refuge à la population relictuelle de bouquetins des Pyrénées. Mais malgré les efforts de conservation, la population ne cesse de décliner pour finalement disparaître à la toute fin du XXe siècle. La dernière femelle a été retrouvée morte en janvier 2000 par des gardes du parc national d'Ordesa, la tête écrasée par la chute d'un arbre. La sous-espèce disparaît ainsi officiellement avec elle.

### Clonage
L'entreprise de biotechnologie Advanced Cell Technology (en) (ACT Inc.) a annoncé le 8 octobre 2000 que le gouvernement espagnol avait accepté son offre d'utiliser la technologie de clonage par transfert nucléique en collaboration avec d'autres partenaires scientifiques afin de cloner le bouquetin des Pyrénées, à partir des tissus prélevés en 1999. Les chercheurs pensaient que ce projet serait plus facile à réaliser que le clonage de l'espèce en danger Bos gaurus (le gaur), car la biologie de la reproduction des bouquetins est mieux connue et la période de gestation normale est seulement de cinq mois. ACT Inc. s'est entendue avec le gouvernement d'Aragon sur le fait que les bouquetins clonés seraient relâchés dans leur habitat naturel.[réf. nécessaire]
Le projet ne peut cependant avoir un réel intérêt pour la conservation de la sous-espèce que si plusieurs bouquetins peuvent être clonés afin d'obtenir un pool génétique suffisant pour pouvoir restaurer une population viable, et éviter les phénomènes de dérive génétique. Cloner un seul individu ne permettrait pas de sauver la sous-espèce.
Des tissus vivants, prélevés en 1999 sur la dernière femelle vivante, nommée Celia, avant sa mort, ont permis d'engager le processus de clonage. Néanmoins un problème majeur est apparu : s'il était possible de créer un clone de Celia, les seuls tissus en possession des chercheurs étaient des tissus femelles. Pour pouvoir espérer restaurer la sous-espèce, il est impératif de cloner également des mâles. Une solution envisageable pourrait être de croiser les clones de Celia avec des mâles d'autres sous-espèces, bien que la descendance ainsi engendrée ne soit pas de pure souche. Un plan plus ambitieux serait de remplacer un des chromosomes X de l'ADN prélevé sur Celia et de le remplacer par un chromosome Y provenant d'une sous-espèce de bouquetin encore existante, afin de créer un mâle. Mais une telle technologie n'existe pas encore[Quand ?] et il n'est pas possible de savoir si cette méthode serait praticable sans endommager irrémédiablement la cellule.
Deux équipes de scientifiques espagnols et une équipe française sont impliquées dans ce projet de clonage. Le projet est coordonné par le Service de recherche en agriculture et alimentation du gouvernement d'Aragon (en espagnol : Servicio de Investigación Agroalimentaria del Gobierno de Aragón) et par l'Institut national de recherche sur les technologies agraires et alimentaires (Instituto Nacional de Investigación y Tecnología Agraria y Alimentaria). L'Institut national de la recherche agronomique (INRA) français est également impliqué dans le projet.
Des cellules somatiques prélevées dans les tissus de Celia ont été fusionnées avec des ovocytes de chèvres dont les noyaux ont été préalablement enlevés. L'embryon obtenu a ensuite été transféré dans une chèvre domestique (Capra hircus). En 2003, il a été annoncé que la première tentative de cloner le bouquetin des Pyrénées avait échoué. Sur les 285 embryons créés, 54 ont été transférés à 12 chèvres, mais seulement deux ont survécu durant les deux premiers mois de gestation avant de mourir également, une première néanmoins encourageante selon le chercheur en chef responsable du projet, José Folch. Les tentatives ultérieures ont conduit en 2009 à la naissance d’un clone qui est mort quelques minutes après la mise-bas à cause d’une malformation pulmonaire. Le projet de clonage a été arrêté depuis[Quand ?], peut-être en raison des coûts et des problèmes éthiques associés[Lesquels ?].

### Réintroduction de bouquetins dans les Pyrénées françaises
Plus de 100 ans après la disparition des derniers bouquetins vivant dans les Pyrénées françaises, l'Espagne et la France ont donné leur feu vert à l'introduction de bouquetins ibériques dans le parc national des Pyrénées et dans le parc naturel régional des Pyrénées ariégeoises. Les premiers bouquetins relâchés en 2014 proviennent de la sierra de Guadarrama en Espagne. Il ne s'agit pas d'une réintroduction à l'identique puisque les individus concernés appartiennent à une autre sous-espèce. En 2018, leur population atteint près d'une centaine d'individus.